# Donna di piacere
Donna di piacere è un film del 1997, diretto da Paolo Fondato, tratto dall'omonimo romanzo di Barbara Alberti.

## Costi e incassi
Il film si rivelò un colossale flop al botteghino: a fronte di un finanziamento statale di 1.214.706€, incassò appena 3.000€.